# Hans Galjé
Hans Galjé (né le 21 février 1957 à Delft) est un footballeur  et entraineur néerlandais. 
Durant sa carrière de joueur, il a été gardien pour ADO La Haye, Ajax, FC Utrecht, KV Courtrai, KSV Waregem et Club Bruges.
Lors de la saison 2009-2010, il est engagé par le Royal Excelsior Mouscron comme entraineur des gardiens dans le staff du coach serbe Miroslav Đukić. Novembre 2009, le club connait de sérieux problèmes financiers et voit Dukić quitter le club. C'est Hans Galjé qui lui succède et ce jusqu'à la mise en faillite du club le 28 décembre 2009. Il va ensuite entrainer brièvement les gardiens de la sélection belge. Il s'en va quelque temps après le départ de Dick Advocaat. Il signe ensuite un contrat d'entraîneur des gardiens au Standard de Liège.